# São Sebastião, Alagoas
São Sebastião là một đô thị que fica localizado no sul de Alagoas. Đô thị này có dân số 30.488 người và diện tích là 306 km² (99,63 h/km²).
Phía bắc giáp đô thị Arapiraca, phía nam giáp đô thị Igreja Nova, phía đông là đô thị Teotônio Vilela, phía tây giáp đô thị Feira Grande, phía tây bắc giáp đô thị Junqueiro, đông nam là đô thị Penedo còn tây nam là đô thị Porto Real do Colégio.